# Huamachuco
Huamachuco (pl. Huamachucos), stari indijanski narod nastanjen u pred-konkvistadorsko doba na Kordiljerima nešto južnije od Cajamarce, Peru.  Huamachucose je za Pachacutecove vladavine u XV stoljeću savladao princ Tupac Yupanqui, nakon čega napada i Cajamarcu. Za Huamachucose se kaže da su obožavali kamene idole (kojima su prinosili ljudske žrtve), zmije i jelene, kojima su odsijecali rogove i od njih izrađivali ukrase. Od njihovih bogova spominje se Ataguju, stvoritelj svih stvari. 
Provincija Huamachuco slična je onoj što se naziva Cajamarca. Govorio se jedan jezik, a i odjeća je bila ista. Silva Santisteban (1985; 1986; 1986) i Castro (1992) kazuju da Cajamarca i Huamachucos predstavljaju jednu etničku grupu, ili u najmanju ruku, blisko srodne etničke grupe. 
jezik Huamachucosa pripadao je porodici culli (culle)

## Vanjske poveznice
- Huamachuco  Arhivirana inačica izvorne stranice od 14. rujna 2011. (Wayback Machine)